# Pseudoaxiopsis
Pseudoaxiopsis is een geslacht van kreeftachtigen uit de klasse van de Malacostraca (hogere kreeftachtigen).

## Soort
- Pseudoaxiopsis carpentariaensis Sakai, 2011